# Lorna Slater
Pour les articles homonymes, voir Slater.
Lorna Slater, née le 27 septembre 1975 à Calgary, est une femme politique écossaise d'origine canadienne.
Elle est co-dirigeante du Parti vert écossais depuis le 1er août 2019. Elle est élue députée du Parlement écossais pour la région de Lothian aux élections législatives de 2021.

## Biographie
Lorna Slater naît en 1975 à Calgary, dans la province canadienne de l'Alberta,,. Elle fait ses études à l'université de la Colombie-Britannique à Vancouver, où elle obtient en 2000 un diplôme d'ingénieur en génie électromécanique.
Elle s'installe en Écosse à l'issue de ses études et travaille comme ingénieur dans le secteur des énergies renouvelables, puis comme chef de projet,. Elle obtient en 2018 une place dans le programme international de développement du leadership Homeward Bound, ce qui lui permet d'effectuer un voyage d'étude en Antarctique en 2019, pour étudier les enjeux du réchauffement climatique,,.

## Carrière politique
Lorna Slater s'implique politiquement en faveur de l'indépendance de l'Écosse avant le référendum de 2014.
Elle est candidate aux élections pour le Parti vert écossais aux élections de 2016, comme troisième sur la liste de Lothian puis elle est l'une des trois candidats Verts aux élections de 2017, où elle se présente dans la circonscription Edinburgh North and Leith. En avril 2019, lors d'une élection partielle du conseil municipal d'Édimbourg pour le quartier Leith Walk, elle obtient 25,5% des suffrages, terminant deuxième. En 2019, elle est co-organisatrice du comité des opérations du parti vert écossais et deuxième sur la liste des candidats du parti pour les élections européennes.
Elle est candidate à la direction du Parti vert écossais et est élue, le 1er août 2019, codirigeante avec Patrick Harvie, pour un mandat de deux ans.
Slater est candidate aux élections législatives écossaises de 2021 dans la circonscription Edinburgh North and Leith et dans la région de Lothian. Elle est élue dans la région de Lothian.